# أليكساندروف

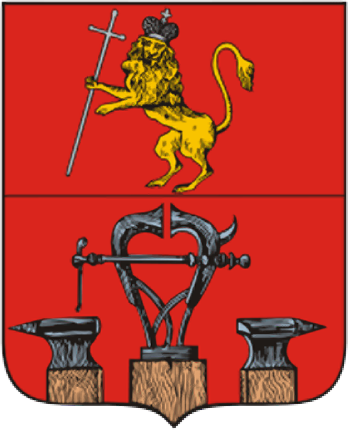

أليكساندروف (بالروسية: Александров) هي إحدى مدن روسيا في الكيان الفدرالي الروسي فلاديمير أوبلاست.

## أعلام
- إيرينا دافيدوفا
- ماريا تمرايوكوفنا